# Спасо-Кукоцкий монастырь
Спасо-Кукоцкий монастырь — не действующий монастырь в селе Сербилово Гаврилово-Посадского района Ивановской области. На настоящее время от монастыря остались действующие собор Спаса Преображения 1673 года постройки, церковь Введения во храм Пресвятой Богородицы (время возведения неизвестно) и недействующая колокольня, также с не установленной датой возведения. Объект культурного наследия федерального значения. Название получил по главному собору (первоначально деревянному) и реке Куксе, на берегу которой расположен.
Принято считать, что монастырь существовал уже в конце XVI века, первое упоминание — в грамоте царя Михаила Феодоровича 1624 года, которой Спасо-Кукоцкому монастырю отдавалось «на монастырскую вотчину село Сербилово и на сельцо Темерево с деревнями, на монастырскую пашенную землю и на монастырские покосы». По документальным сведениям в монастыре был пострижен Гришка Отрепьев. Упразднён во время церковной реформы Екатерины II, монастырские церкви были обращены в приходские. Кирпичная ограда монастыря разобрана в 1940-е годы.